# Józef Kręgielski
Józef Kręgielski (ur. 18 marca 1881 w Koźminie, zm. 2 grudnia 1954 w Poznaniu) – polski działacz śpiewaczy, krawiec.

## Życiorys
Był synem krawca Józefa i Marii (Marianny) z Zachweyskich (Zachwiejskich). Od młodych lat śpiewał w chórach amatorskich, np. w Kole Śpiewackim w Koźminie od 1898. W 1901 przeprowadził się do Berlina, gdzie udzielał się w ruchu polonijnym. Od 1914 pełnił funkcję prezesa Polskiego Towarzystwa Śpiewackiego „Harmonia”. Od 1906 był członkiem XII Okręgu Brandenburskiego Związku Kół Śpiewackich na Wielkie Księstwo Poznańskie, a od 1918 był prezesem zarządu tego okręgu. W 1920 działał w komitecie pomocy internowanym Polakom i Rosjanom oraz jeńcom polskim na terenie Niemiec. W grudniu 1921 przeprowadził się na stałe do Poznania. Prowadził zakład krawiecki przy ul. Szewskiej 20. Integrował reemigrujących z Niemiec śpiewaków w struktury Koła Śpiewackiego Polskiego. Był w nim członkiem zarządu w latach 1922–1939. Od 1926 do 1939 był też sekretarzem okręgu poznańskiego oraz członkiem zarządu Wielkopolskiego Związku Śpiewaczego. Po zakończeniu II wojny światowej był wiceprezesem, a od 1949 prezesem Poznańskiego Towarzystwa Muzycznego. Czynnie śpiewał aż do śmierci. Pochowano go na Cmentarzu Junikowskim na koszt państwa (pole 7-1-1-150).

## Rodzina
Ożenił się z Marią Woner, a którą miał trzech synów: Zbigniewa (ur. 1911, architekta), Mariana (ur. 1913, kolejarza) i Adama (ur. 1923, inżyniera).

## Odznaczenia
Otrzymał m.in.:
- Brązowy Krzyż Zasługi,
- złotą honorową odznakę śpiewaczą[1].